# لیونل رز
لیونل رز (انگلیسی: Lionel Rose; ۲۱ ژوئن ۱۹۴۸ – ۸ مهٔ ۲۰۱۱) بوکسور اهل استرالیا بود.